# Czuwaszskoje Burnajewo
Czuwaszskoje Burnajewo (ros. Чувашское Бурнаево) – wieś (sieło) w Rosji, w Tatarstanie, w rejonie alkiejewskim. W 2010 liczyła 398 mieszkańców, głównie Czuwaszy.